# Шолен
Шолен (нем. Scholen) — община в Германии, в земле Нижняя Саксония.
Входит в состав района Дипхольц. Подчиняется управлению Швафёрден. Население составляет 810 человек (на 31 декабря 2010 года). Занимает площадь 20,41 км².
| Год  | Население |
| ---- | --------- |
| 1990 | 812       |
| 1995 | 810       |
| 2000 | 823       |
| 2005 | 864       |
| 2010 | 845       |